# Omorgus vladislavi
Omorgus vladislavi är en skalbaggsart som beskrevs av Kawai 2009. Omorgus vladislavi ingår i släktet Omorgus och familjen knotbaggar. Inga underarter finns listade i Catalogue of Life.